# 4862 Loke
För andra betydelser, se Loke (olika betydelser).
4862 Loke eller 1987 SJ5 är en asteroid i huvudbältet, som upptäcktes 30 september 1987 av den danska astronomen Poul Jensen vid Brorfelde-observatoriet. den har fått sitt namn efter asaguden Loke i den nordiska mytologin.
Den har den diameter på ungefär 6 kilometer.